# Bohartia nitor
Bohartia nitor är en tvåvingeart som beskrevs av Adisoemarto och Wood 1975. Bohartia nitor ingår i släktet Bohartia och familjen rovflugor.
Artens utbredningsområde är Kalifornien. Inga underarter finns listade i Catalogue of Life.